# Ильин, Михаил Евгеньевич
Михаи́л Евге́ньевич Ильи́н (род. 15 февраля 2005, Череповец, Вологодская область) — российский хоккеист, правый крайний нападающий клуба НХЛ «Питтсбург Пингвинз». Является арендованным игроком клуба КХЛ «Северсталь» и молодёжной сборной России по хоккею.

## Ранние годы
Михаил Ильин родился в городе Череповец Вологодской области 15 февраля 2005 года. В возрасте четырёх лет родители подарили ему коньки и отправили в местную хоккейную школу клуба «Северсталь». Там ему сразу понравилось играть в хоккей и кататься на коньках, потому Михаил продолжил карьеру хоккеиста. В дальнейшем часто играл на турнирах детско-юношеского уровня для детей и юношей 2004 года рождения, где набирал большое количество очков.

## Клубная карьера

### НМХЛ
В 16 лет Михаил Ильин начал тренироваться и играть за череповецкую команду НМХЛ «Металлург». Дебютным сезоном в НМХЛ для него стал сезон 2021/2022, в котором он сыграл 10 матчей регулярного чемпионата и 6 матчей плей-офф. Первый матч за «Металлург» Михаил провёл 22 сентября 2021 года против рыбинской команды «Полёт» и отметился первой забитой шайбой в лиге. В регулярном чемпионате за 10 матчей набрал 7 (4+3) очков. Первый матч в плей-офф НМХЛ сыграл 17 марта 2022 года против кирово-чепецкой «Олимпии» и отметился в нём одной заброшенной шайбой. Всего в плей-офф сыграл 6 матчей, в которых набрал 5 (2+3) очков.

### МХЛ
Одновременно с игрой в НМХЛ за череповецкий «Металлург» привлекался в состав череповецкой команды МХЛ «Алмаз» в сезоне МХЛ 2021/2022. Первой игрой в МХЛ для Михаила Ильина стал гостевой матч против московского «МХК Динамо» 11 сентября 2021 года, в котором он провёл на льду 5 минут, но результативными действиями не отметился. Всего за сезон регулярного чемпионата сыграл 25 матчей и набрал 10 (4+6) очков. Дебютным в плей-офф МХЛ стал матч против ярославского «Локо» 15 марта 2022 года, в нём результативными действиями не отметился. Всего в плей-офф сыграл 2 матча, очков не набрал.
Перед сезоном МХЛ 2022/2023 привлекался в состав череповецкой команды КХЛ «Северсталь». В дальнейшем периодически вызывался в состав команды из КХЛ, но в основном играл за «Алмаз» в МХЛ и за сезон сыграл 28 матчей, в которых набрал 26 (4+22) очков. В плей-офф сыграл 1 матч, набрал 1 (0+1) очко.

### КХЛ
Перед сезоном КХЛ 2022/2023 вызывался в состав «Северстали» на предсезонные матчи, благодаря этому уже в возрасте 17-ти лет дебютировал в КХЛ. Дебютный матч состоялся 12 сентября 2022 года в матче против СКА, сыграл в нём 3 минуты. В матче против ЦСКА 15 января 2023 года отдал результативную передачу и тем самым набрал своё первое очко в КХЛ. В течение всего сезона периодически вызывался в КХЛ и закрепился в основном составе команды. За весь сезон сыграл 21 матч, набрал 2 (0+2) очка. В плей-офф не играл.
На драфте НХЛ 2023 года был выбран в пятом раунде под общим 142-м номером хоккейным клубом «Питтсбург Пингвинз».  
В сезоне 2023/2024 окончательно закрепился в основном составе и сыграл за сезон 65 матчей из 68 возможных. В них набрал 29 (12+17) очков. В этом сезоне игрок дебютировал в плей-офф КХЛ. Дебютным стал матч против московского «Спартака» 29 февраля 2024 года, в котором он отметился двумя результативными передачами. Всего в плей-офф сыграл 5 матчей, в которых набрал 4 (0+4) очка. Позже был командирован в «Алмаз» для игры в плей-офф МХЛ. В плей-офф МХЛ этого сезона сыграл восемь матчей и набрал 7 (2+5) очков.

## Карьера в сборной
В 17 лет Михаил Ильин дебютировал за юниорскую сборную России по хоккею. Первым международным турниром для него стал «Лига Ставок Кубок Будущего». В серии игр нападающему удалось провести все 3 матча, но очков он не набрал. На чемпионате завоевал с командой серебряные медали.
За молодёжную сборную России по хоккею дебютировал в 2023 году на международном турнире «Лига Ставок Кубок Будущего», при этом было заявлено две молодёжные сборные России — «красная» и «белая». Михаил Ильин играл за «белую» сборную России. Всего сыграл 3 матча, в которых набрал 4 (3+1) очка и стал лучшим снайпером турнира. По итогам чемпионата вместе с командой завоевал серебряные медали.
В 2024 году был включён состав молодёжной сборной России по хоккею на турнир «Лига Ставок Кубок Будущего», проходивший с 25 апреля по 28 апреля 2024 года. В первом же матче набрал 2 (1+1) очка. Всего сыграл 3 матча, в которых набрал 6 (5+1) очков. В матче против молодёжной сборной Казахстана отметился хет-триком. В финале против молодёжной сборной Белоруссии по хоккею забросил шайбу и стал обладателем Кубка Будущего. Кроме того, Михаил Ильин стал лучшим бомбардиром и лучшим снайпером турнира.

## Стиль игры
Михаил Ильин играет на позиции правого крайнего нападающего, хотя в череповецкой команде МХЛ «Алмаз» его иногда переводили на позицию центрального нападающего. Лучший стиль игры по мнению игрока — атакующий. В период игры за «Алмаз» и «Северсталь» он получал доверие тренерского штаба из-за молодого состава команд и их атакующего стиля игры. Одноклубники сравнивали его с Павлом Бучневичем и Никитой Кучеровым, потому как он стремится отдавать точные передачи и обладает навыком хорошего видения игры. 
Игроками, вдохновлявшими Михаила Ильина, стали Евгений Малкин, Юрий Трубачёв и Вадим Шипачёв.

## Статистика
| Легенда | Легенда                    | Легенда | Легенда                   | Легенда | Легенда    |
| ------- | -------------------------- | ------- | ------------------------- | ------- | ---------- |
| И       | Количество проведённых игр | Штр     | Штрафное время            | +/−     | Плюс-минус |
| Г       | Голы                       | П       | Голевые передачи          | О       | Очки       |
| -       | Статистика неизвестна      | —       | Статистика не учитывалась |         |            |

### Клубная
По данным NMHL.ru, MHL.ru, KHL.ru, Eliteprospects.com, R-Hockey

### В сборной
По данным Eliteprospects.com

## Достижения

### Командные
| Год           | Команда         | Достижение                       |
| ------------- | --------------- | -------------------------------- |
| Международные |                 |                                  |
| 2022          | Россия (юниор.) | Серебряный призёр Кубка Будущего |
| 2023          | Россия (мол.)   | Серебряный призёр Кубка Будущего |
| 2024          | Россия (мол.)   | Обладатель Кубка Будущего        |

### Личные
| Год           | Команда         | Достижение                      | Достижение |
| ------------- | --------------- | ------------------------------- | ---------- |
| Международные |                 |                                 |            |
| 2023          | Россия (юниор.) | Лучший снайпер Кубка Будущего   |            |
| 2024          | Россия (мол.)   | Лучший снайпер Кубка Будущего   |            |
| 2024          | Россия (мол.)   | Лучший бомбардир Кубка Будущего |            |